# Sodor Sings Together
『Sodor Sings Together』は、テレビシリーズ『きかんしゃトーマス』の長編シリーズ第22作目の作品である。2DCGアニメーションにリニューアルされたテレビシリーズ（All Engines Go）においては第4作目（日本では第5作目）の長編となる。

## 概要
シリーズのネルバナによる2Dアニメーションとしては、2022年時点で判明している契約上最後の作品となる。今作はミュージカルをテーマとなっており、5部の新曲に加え、これまでの楽曲が劇伴としても挿入歌としても頻繁に用いられている。

## あらすじ
ソドー島ではミュージックフェスが開かれるため、沸き立つ機関車や人々は準備に大忙し。特にニアが、フィナーレに用いるサプライズの荷物を受け取るため、仲間たちは興味津々。ところがケーキ職人レジナルドの出した高い歌声で、島中の照明や信号機が壊れてしまい、奏者を送迎していたゴードンは困惑。ニアは道に迷ったゴードンを避けたことで連結が外れた貨車を追いかけることとなる。果たしてミュージックフェスはサプライズとともにフィナーレを迎えられるのか？！

## キャスト
| 役名                 | オリジナル(北米版)声優       | 英国版声優                  | 日本語吹き替え |
| -------------------- | ---------------------------- | --------------------------- | -------------- |
| トーマス             | カイ・ハリス                 | ショーン・ジェメット        | 田中美海       |
| パーシー             | チャーリー・ゼルツァー       | オリバー・ミルチャード      | 越乃奏         |
| カナ                 | エイヴァ・ロ                 | クロエ・ラファエル          | 大久保瑠美     |
| ニア                 | タリア・エヴァンス           | シャーデー・スミス          | 古賀英里奈     |
| ディーゼル           | ウィル・バネジャ             | ヘンリー・ハリソン          | 山藤桃子       |
| カーリー             | ジェナ・ウォーレン           | エヴァ・モハメド            | 土師亜文       |
| サンディー           | グリー・ダンゴ               | ホリー・ディクソン          | 山下七海       |
| ブルーノ             | チャック・スミス             | エリオット・ガルシア        | 竹内恵美子     |
| ウィンストン         | アイヴァン・シェリー         | ガイ・ハリス                |                |
| ソルティー           | スコット・マッコード         | ガイ・ハリス                | 内野孝聡       |
| バルストロード       | ジェイミー・ワトソン         | ウィル・ハリソン=ウォーレス | 内野孝聡       |
| ゴードン             | ニール・クローン             | ウィル・ハリソン=ウォーレス | 武内駿輔       |
| アニー               | キャサリン・ディッシャー     | ウェンディ・パターソン      | 神本綾華       |
| クララベル           | リンダ・カッシュ             | ウェンディ・パターソン      | 神本綾華       |
| レジナルド           | リンダ・カッシュ             | アリス・マーフィー          |                |
| ウィフ               | ジョー・ピングー             | マット・コールズ            | 細谷カズヨシ   |
| テレンス             | マイロ・トリエルマックギボン | ウィル・ブリッジウッド      | 久遠エリサ     |
| トップハム・ハット卿 | ブルース・ダウ               | トム・デュセック            | 岡本幸輔       |

## 挿入歌
新曲作詞はいずれもクレイグ・カーライル。
- Tonight is the Night（新曲、マット・ウィメット作曲）
- The Mail Delivery Song（パーシーの郵便配達）（第1シリーズ「はたをおいかけろ」より）
- When You Go to Sea（第2シリーズ「ロケットをかいしゅうせよ」より）
- I'm Gonna Chug（走れトーマス）（第1シリーズ「トーマスのやくそく」より）
- Spring Start（第4シリーズ「Don't Train on My Parade」より）
- Deliver the Music（新曲、ジュリー・フェーダー＆グラハム・ウォルシュ作曲）
- Surprise（第4シリーズ「No More Surprises」より）
- Just Think of It（新曲、ジュリー・フェーダー＆グラハム・ウォルシュ作曲）
- When I Go Fast（はやいってすごい）（「めざせ!夢のチャンピオンカップ」より）
- Make Room For Music（新曲、ジュリー・フェーダー＆グラハム・ウォルシュ作曲）
- All Together Now（新曲、エイヴァ・キバリアン作曲）